# Kontcha
Kontcha (während der deutschen Kolonialzeit Kontscha benannt) ist eine Gemeinde im Département Faro-et-Déo in der Region Adamaoua in Kamerun. Die Stadt hatte während der Volkszählung 2005 3290 Einwohner, in der Gemeinde lebten 6938 Menschen.

## Geografie
Kontcha liegt unmittelbar an der Grenze zu Nigeria im äußersten Nordwesten der Provinz etwas südlich des Faro-Nationalparks.

## Verkehr
Die Departementsstraße D20 führt durch den Ort.